# 7 viên ngọc rồng (phim)
7 viên ngọc rồng: Thời đại tiến hóa (tiếng Anh: Dragonball Evolution) là bộ phim điện ảnh thuộc thể loại hành động - phiêu lưu - kỳ ảo do Hoàng Nghị Du làm đạo diễn, Châu Tinh Trì sản xuất với phần kịch bản của Ben Ramsey, phóng tác từ bộ truyện tranh nổi tiếng Bảy viên ngọc rồng của Akira Toriyama. Phim có sự tham gia của các diễn viên gồm Justin Chatwin, Emmy Rossum, Jamie Chung, James Marsters, Joon Park, Eriko Tamura, Randall Duk Kim và Châu Nhuận Phát. 
Phim chính thức ra rạp vào ngày 10 tháng 4 năm 2009 tại Hoa Kỳ và ngày 20 tháng 4 năm 2009 tại Việt Nam. Bị giới chuyên môn và khán giả chỉ trích kịch liệt, phim bị xem là bản chuyển thể điện ảnh từ truyện tranh tệ nhất của năm.

## Nội dung
Son Goku sống với ông nội Son Gohan từ nhỏ. Cậu được ông dạy võ thuât và tuyệt kỹ KameHameHa. Một ngày, ông cho Goku xem viên ngọc rồng gia bảo và nói rằng một tương lai đen tối đang chờ đợi cậu. Sau đó, Goku đến trường và vận rủi tìm đến cậu. Xe đạp của cậu bị bạn cùng lớp nghiền cho tan nát. Cậu rất tức giận và định lại nhưng phải nhẫn nhịn, vì ông nội cậu đã dặn chỉ dùng võ để tự vệ chứ không đánh người. Hơn nữa, cô bạn học mà cậu thầm thích là Chi Chi, cũng đi theo kẻ đã gây sự đó.
Lúc này có một hiểm họa khôn lường ập đến, ma vương Piccolo sống lại. Hắn âm mưu tìm đủ 7 viên ngọc rồng để thống trị thế giới, và Hắn ta có một tay sai cũng độc ác không kém tên là Mai.
Trong lớp, Goku nghĩ vẩn vơ về Chi Chi bàn bên và không thể tập trung học được. Sau đó, cậu có dịp làm thân với Chi Chi khi giúp cô mở hòm đồ cá nhân bị kẹt. Chi Chi mời Goku tham dự buổi tiệc tại nhà cô thay cho lời cảm ơn. Tối hôm đó, khi ông nội Gohan đang làm tiệc sinh nhật của cậu, Goku trốn khỏi nhà để đến buổi tiệc do Chi Chi mời. Khi đến nơi, cậu gặp nhóm những kẻ đã trêu chọc mình. Bọn chúng tìm cách đuổi Goku đi, nhưng chúng đã bị cậu hành hạ dã man. Lúc này, Chi Chi bước ra và thán phục sức mạnh của Goku. Sau đó, cả hai vừa đi vừa nói chuyện thân mật dưới ánh trăng lãng mạn.
Quay về nhà ông nội Gohan, trong lúc đang đợi Goku về nhà để dự sinh nhật thì sát thủ Mai lao vào tấn công. Ông nội với bản năng đã thoát hiểm với Mai nhưng khi Piccolo bước vào thì diễn biến trở nên khác. Hắn phá xương đầu gối của ông nội Gohan và dùng sức mạnh của mình đi đánh sập ngôi nhà để cho những mảnh vụn đè nát ông nội của Goku đang bị kẹt trong đó. Goku lúc này đang vui vẻ với Chi Chi thì đột nhiên linh cảm trỗi dậy nên điềm báo chẳng lành. Sau đó, cậu vội vã chạy ngay về nhà thì đã quá muộn. Lục tìm trong đống đổ nát, Goku cuối cùng đã tìm thấy ông nội đang bị thương rất nặng. Sau khi trăng trối về điều Goku phải làm, ông nội tắt thở và ra đi. Goku gục xuống và khóc.
Sáng hôm sau, Goku chôn cất ông nội tử tế rồi vào nhà lấy đồng phục con nhà võ mà ông nội đã cất kỹ ra. Lúc này thì Bulma đến, cả hai người đánh nhau và Bulma đổ lỗi cho Goku về việc đột nhập vào công ty Capsule của cô ta và lấy trộm viên ngọc năm sao cùng việc giết bảo vệ nhà cô ta. Goku lập tức giải thích cho Bulma biết về sự hiểu lầm và chỉ ra viên ngọc bốn sao của cậu. Bulma xin lỗi và Goku bảo là Bulma cần sự giúp đỡ nên phải cho cậu đi theo kèm đồng thời đi tìm sư phụ Roshi tại thành phố.
Tất nhiên với nhịp sống hiện đại, để tìm ra sư phụ Roshi tại thành phố không dễ. Ngay lúc này máy dò ngọc của Bulma đã tìm thấy một viên ngọc khác, cô và Goku đến một cái đảo ở giữa tâm thành phố mà không hay biết rằng đó là nhà của sư phụ Roshi. Khi đột nhập, Goku bị phát hiện và giao chiến với sư phụ Roshi. Goku đã thua và lúc này họ mới xin sư phụ Roshi giúp đỡ sau khi nói ra chuyện của ông nội của Gohan cũng như câu truyện về chúa tể Piccolo đã trở lại cùng một điều gì đó về những viên ngọc rồng. Sư phụ Roshi hiểu ra và giải thích chút ít về ngọc rồng rồi cùng mọi người đi tìm viên ngọc của ông. Sáng hôm sau cả ba thầy trò lên đường, Goku phải vác hành lý khá to để chạy theo xe máy của Bulma lẫn sư phụ Roshi để khổ luyện trong công việc đánh bại Piccolo.
Đi một đoạn khá xa, họ gặp Chi Chi đang đấu võ thuật cùng với một người trong khóa tập võ. Goku gặp Chi Chi và nói vài điều rồi tiếp tục lên đường khổ luyện. Đang đi trên đường phiêu lưu thì cả nhóm bị sập bẫy hố. Tại đây cả nhóm gặp ngay cướp đường Yam Cha đòi nộp mãi lộ mới cho ra khỏi hố. Chán nản cả nhóm qua đêm trong bẫy, tối đến Goku ra sức leo ra ngoài nhưng thất bại. Lúc này sư phụ Roshi giải thích cho Bulma và Goku về Piccolo và con quỷ khỉ cùng với tác dụng của những viên ngọc rồng nếu kiếm đủ. Sau khi nói xong xuôi thì Bulma phát hiện ra có ngọc rồng ở gần. Sư phụ Roshi phóng lên miệng bẫy và sau đó Yam Cha nhận lời giúp đỡ cả ba thầy trò.
Lúc này tại phi thuyền của Piccolo, để gia tăng thêm lực lượng, hắn tạo ra thêm những đạo quân cho mình nhờ máu của chính hắn. Cả nhóm thầy trò lúc này đi đến miệng núi lửa và đụng độ tay sai của Piccolo. Họ đánh bại chúng và Goku tìm ra viên ngọc bảy sao. Sau khi nhìn thấy thứ gì đó trong tương lai đều không tốt, Goku nói lại với sư phụ Roshi và theo ông tới một ngôi chùa để nương náu sự truy lùng của Piccolo. Tại đây sư phụ Roshi đã nói về Piccolo và xin sự giúp đỡ của sư phụ trụ trì, và ông ta đã đồng ý.
Quay lại với Chi Chi, lúc này Mai trà chộn vào nhóm võ thuật và lấy được DNA của cô khi giao đấu. Goku lúc này gặp Chi Chi và mời cô về chùa nơi cậu ta trốn để chơi. Tối đến, sư phụ dạy cho Goku biết chiêu thức Kamehameha và dặn dò về làm sao có thể dùng chiêu đó. Tại đây, nhờ sự kích cầu của Chi Chi, Goku đã luyện thành công chiêu thức Kamehameha. Còn lúc này về sư phụ Roshin, ông nhờ các nhà sư chỉ dẫn chiêu Ma Phong Ba để khắc chế Piccolo. Lúc này Chi Chi mà Goku gặp đã lộ rõ là kẻ giả dạng, cô ta chạy nhanh ra ngoài và đụng độ Chi Chi thật. Cả hai người tham chiến và lúc này khi Goku xuất hiện trong tư thế khó sử vì cả hai giống nhau. Bằng thủ đoạn lừa đảo giả vờ thua, Goku đã đánh gục Chi Chi thật và lãnh một phát đạn do bất cẩn. Còn Chi chi giả thì lúc này hiện nguyên hình là Mai và chạy thoát.
Goku lúc này gần như chết, cậu đến cõi âm và gặp ông nội Gohan. Goku lúc này được sư phụ Roshin bắn chưởng Kamehameha vào người và được cứu sống, họ ngay lúc này tập hợp lại và cùng nhau lên xe đánh thẳng vào cứ địa của Piccolo trước khi hắn gọi rồng thần. Khi Goku lên đối mặt với Piccolo, hắn giải thích cho Goku biết rằng cậu không phải là cháu của Gohan mà là từ một thế lực khác tạo ra để đến hủy diệt Trái Đất, bí mật lớn nhất của Goku là khi Nhật Thực xuất hiện cậu sẽ biến thành khỉ đột. Lúc này Nhật Thực xuất hiện, Goku biến thành con quỷ khỉ đột và quay sang truy sát bè bạn của mình để thu gom lại các viên ngọc rồng vương vãi. Sư phụ Roshin thấy nguy bèn làm chiêu Ma Phong Ba để nhốt Piccolo vào chiếc bình nhưng thất bại do hắn ta lường trước được chiêu này và đã bắn nổ chiếc bình nên thoát chết. Sư phụ Roshin trúng đòn và ngã ra thương thế rất nặng, Goku lao đến bóp cổ ông nhưng do sư phụ Roshi khuyên giải nên Goku lấy lại phần con người. Khi này đã quá muộn, sư phụ Roshin đã tắt thở.
Goku lao vào quyết đấu với Piccolo, bằng nỗ lực phi thường. Goku đã thắng và Piccolo đã bị lãnh trọn Kamehameha và bất tỉnh cùng lúc kết thúc Nhật Thực. Cậu ra ngoài cuộc chiến và đến bên xác của sư phụ Roshin, Goku gọi rồng thần lên và ước sư phụ Roshin sống lại và viên ngọc rồng tách ra chia ra khắp thế giới.
Kết phim, Goku đến gặp Chi Chi, cả hai người nói chuyện và Chi Chi nói muốn đấu với Goku. Từ đây hai người lao vào nhau và ra chiêu...
- Ẩn số sắp tới trong phiên bản tiếp theo:
Trong đoạn kết ẩn lúc cuối phim, chúng ta sẽ được gặp lại người phụ nữ đã bị Piccolo chiếm làng. Tất nhiên người mà cô ta chăm sóc không ai khác lại chính là hắn, kẻ bị Goku đánh bại là Piccolo. Câu chuyện tiếp tới là gì? Những bí mật của thế giới Dragonball vãn nằm trong ẩn số thế giới.

## Diễn viên
- Justin Chatwin trong vai Son Goku
- James Marsters trong vai Piccolo
- Emmy Rossum trong vai Bulma
- Jamie Chung trong vai Chi-Chi
- Joon Park trong vai Yamcha
- Eriko Tamura trong vai Mai
- Randall Duk Kim trong vai Ông nội Gohan
- Châu Nhuận Phát trong vai Quy lão tiên sinh

## Quá trình sản xuất
Bắt đầu thương thảo về nội dung thương hiệu Dragon Ball từ tháng 3/2002, hãng 20th Century Fox cuối cùng đã có được tên thương hiệu độc quyền thương mại Dragon Ball từ tác giả nổi tiếng Akira Toriyama. Từ đây hãng 20th Century Fox bắt đầu liên lạc với người viết kịch bản Ben Ramsey từng biết đến qua vai trò viết kịch bản cho phim The Big Hit từ tháng 6/2004 bằng cách trả $ 500.000 tiền nhuận bút viết lại kịch bản Dragon Ball thông qua phiên bản truyện tranh Dragonball Z gốc. Đến năm 2007, hãng 20th Century Fox tiếp tục cho gọi hai nhà sản xuất phim là James Wong và Stephen Chow vào cuộc làm bộ phim mà bọn họ đã có được tên thương hiệu của nó dưới cái mác Dragonball Evolution, từ đây bộ phim đã được khởi quay và được giữ bí mật trong suốt thời gian sản xuất cho đến khi nó được xới lên từ năm 2008, khi trang website chủ 20th Century Fox đưa cái tên Dragon Ball lên trong bảng danh sách phim sách được phát hành. Một thời gian sau đấy, để khẳng định việc làm bộ phim Dragonball Evolution này là có thật, hãng 20th Century Fox đã âm thầm cung cấp tin tức liên quan của bộ phim cho một tờ báo tạp trí mang tên Shueisha's Weekly Young Jump - Số 24 ra ngày 15/5/2008 bằng những hình ảnh diễn viên đóng phim Dragonball đi kèm các nhân vật trong truyện như Emmy Rossum (Bulma), Chu Nhuận Phát (Sư phụ Roshi), James Marsters (Piccolo), Jamie Chung (Chichi), Park Joon Hyung (Yamcha), Tamura Eriko (Mai), và Kim Deok Mun (Trong vai ông nội của Goku).
Do bộ phim Dragonball Evolution là thương hiệu sáng tạo được chuyển thể lên phim cho nên những gì mà người xem và giới fan hâm mộ bộ truyện tranh Dragonball thấy dưới một tầm nhìn khác hoàn toàn cũng như việc tác giả gốc Akira Toriyama nhận xét về phim vào ngày 10/2/2009 đang là một vấn đề gây tranh cãi rất gay gắt khi không ít người cho rằng hãng 20th Century Fox đang làm ra một bộ phim không hay và trong số đó người khen kẻ chê gần như ngang ngửa với nhau.
Với ý kiến của tác giả gốc Toriyama Akira thì ông cho rằng:
 - Không thể phủ nhận rằng đạo diễn, các diễn viên và cả đoàn làm phim đã tạo ra một tác phẩm không tồi khi thể hiện phần nào thế giới do tôi sáng tạo ra. Có lẽ bản thân tôi và các fans của truyện tranh Manga nên đón nhận bộ phim như một phiên bản  Dragonball  mới được kể lại từ một tầm nhìn khác. 
Với những kỹ xảo hình ảnh của phim Dragonball Evolution, những nhà làm phim đã chọn các hiệu ứng từ hai bộ phim là The Matrix và phim 300 nổi tiếng làm nền. Những nhà lập trình viên kỹ xảo Ariel Shaw và Robert MacLachlan của dòng phim Final Destination và 300 cho biết thêm họ đã phải làm việc rất vất vả để có thể tạo nên những dòng hiệu ứng kỹ xảo đẹp mắt và làm mãn nhãn người xem, bằng những gì đã thực hiện trên phim Dragon Ball được đổi tên thành Dragonball Evolution từ ngày 10/12/2008, họ hy vọng bộ phim sẽ được công chúng từng yêu mến tác phẩm truyện tranh Manga này đón nhận một cách nhiệt liệt như một siêu phẩm mới của ngành công nghiệp giải trí của Holywood.

## Hậu trường phim và những chuyện cần biết
- Trong phim, khi hai nhân vật Chi Chi đánh nhau có cảnh nhân vật Goku nhảy qua một màn lửa. Chính Justin Chatwin đã thực hiện việc này mà không cần người đóng thế, anh cho rằng việc anh thể hiện một cảnh liều lĩnh như vậy sẽ khiến bộ phim có một cái nhìn quan trọng hơn về nhân vật Goku khi đang yêu Chi Chi.
- Khi Goku và ông nội Gohan giao đấu trên dây phơi quần áo được thực hiện bằng kỹ xảo, đạo diễn đã cho hai diễn viên này thực hiện những động tác đó trên một tám ván bằng sắt dài gần hai mét rưỡi cùng nhiều tấm đệm để cho diễn viên diễn tả cảnh ngã xuống khi thể hiện trong phim bị mất đà. Phông nền xanh được thực hiện cho kỹ xảo này được bỏ qua và thay thế bằng một phông nền trắng để thể hiện các cảnh kỹ xảo với tia nắng chiếu vào hai ông cháu.
- Emmy Rossum thủ vai Bulma trong phim rất thích lái chiếc mô tô mà đội ngũ đặt làm trong thời gian làm phim, chiếc xe giống như một chiếc xe đua địa hình thực sự ngoại trừ một việc là hình dáng quá khổ của nó rất khó điều khiển.
- Trong đoạn cảnh Chi Chi và Mai đấu nhau ở tại một đấu trường, đạo diễn của phim đã phải huy động hơn 100 diễn viên quần chúng tham gia vào cảnh quay đó ngồi thành một vòng tròn để sử dụng kỹ xảo nhân người lên tại các hàng ghế trên sau khi vào phim.
- Khi Chi Chi giao đấu với Mai, thực ra diễn viên Jamie Chung chỉ đấu tập với một người đóng thế của Mai để thể hiện các cảnh đánh rõ mạnh mà trong phim không ai nhận ra được điểm đặc biệt của công nghệ kỹ xảo ghép người.
- Việc thực hiện cảnh quay đá song phi của Goku cần phải dùng đến ba cuộn dây cuốn quanh người để nâng được cơ thể của Justin Chatwin lên. Vì đây là một cảnh bắt buộc cần đóng nghệ thuật cho nên việc lấy thăng bằng cho Justin Chatwin thể hiện trên dây phơi quần áo đều được miêu tả sao cho giống thật nhất cho đến khi thực hiện đông tác buông mình đá đi theo chiều kéo của dây.
- Việc Chi Chi đấu với Mai trong một cảnh quay đặc tả, cả hai được hơn 7 người hỗ chợ các hệ thống góc quay khi giao đấu. Sau khi cảnh quay được bấm máy xong, trên phim những cộng tác viên đặc tả cảnh quay sẽ được các chuyên viên dùng kỹ xảo xoá đi.
- Khi diễn viên Chu Nhuận Phát ngồi kể lại nguồn gốc của ngọc rồng và Picollo xong thì ông ta lập tức dập ngay lửa và nhảy lên khỏi hố, trong quá trình làm phim hiếm ai nghĩ được rằng đám lửa đó được tạo ra từ một bình gas cỡ nhỏ chôn sâu xuống đất để diễn viên có thể diễn đi diễn lại cảnh này. Còn cái hố, nó thực ra là một cảnh được mượn từ một khu vực công trường mới được đào lên.
- Trong cảnh cuối cùng khi bấm máy với hai diễn viên lao vào đấu với nhau, đoàn làm phim sử dụng một máy quay quay 360 độ được lấy từ công nghệ của bộ phim " Matrix " nổi tiếng.
- Velasco Shaw thuê Iconix – một công ty nổi tiếng trong lĩnh vực kỹ xảo hình ảnh để mang về một thiết bị gọi là "fist-cams", nhỏ gọn đến mức có thể gắn vào nắm tay của diễn viên, và khi họ đấm ra sẽ trông như đang đấm thẳng vào khán giả xem phim. Còn McLachlan gợi ý cho Wong dùng một thiết bị ghi hình kỹ thuật số có tốc độc cao là Phantom để tóm được những hình ảnh cử động chậm nhất của các cảnh hành động chủ chốt. McLachlan và Wong đã cùng nghiên cứu về Phantom, với một đoạn clip thí nghiệm về Phantom đã được đăng tải lên Youtube để lấy ý kiến người xem. Đoạn clip quay cảnh một bong bóng chứa đầy nước bị nổ, và Phantom có thể quay lại rõ ràng 1000 frame hình/giây.
- Việc thực hiện cảnh quay tại miệng dung nham núi lửa được quay tại phim trường Universal nổi tiếng với hơn 6000 mét vuông đất. Tại cảnh quay đầy tốn kém này hiếm ai nghĩ được rằng việc tạo kỹ xảo cho bộ phim này cần đến 6 chuyên gia hiệu ứng kỹ xảo.
- Khi James Marsters thực hiện cú nhảy từ trên vách núi xuống đã có một trục trặc nho nhỏ khi dây cáp treo bị khựng lại cách mặt đất khoảng hơn 1 mét. Phải mất hơn 3 phút đoàn làm phim mới gỡ được anh xuống và bắt đầu lại với cảnh quay, tuy nhiên sau khi lên phim vì lý do bất khả kháng nên cảnh này đã bị rút ngắn lại bằng cách chuyển cảnh.
- Việc thực hiện kỹ xảo cho các viên ngọc rồng có các ngôi sao di chuyển theo chiều xoay tròn được dựa vào nguyên tắc tạo hình theo sự chuyển động của vũ trụ và Trái Đất để tạo cảm giác về sự tồn tại sức mạnh của viên ngọc thay cho sự thô kệch giống viên bi của phiên bản cũ của Đài Loan.
- Justin Chatwin và Chu Nhuận Phát trong thời gian trước khi bấm máy đã từng học với nhau động tác Thái cực quyền suốt ba tiếng mỗi ngày để đảm bảo về sự chuyển động nhuần nhuyễn của mình trên phim khi thể hiện.
- Diễn Emmy Rossum thủ vai Bulma trong một cảnh phim gặp gỡ Goku đã có một đoạn không hiểu ý của đoàn làm phim khi đột nhiên đi thẳng đến máy quay và giơ súng vào đoàn đạo diễn một lúc, lúc đầu đạo diễn bảo ấn tượng đấy nhưng góc mà cô sẽ phải đi đến là đầu bên kia cơ.
- Bốn diễn viên thủ vai Goku, Bulma, Yamcha và Roshi sau khi bấm máy xong cảnh gọi rồng thần xong đã hát một bài ca về phim Dragon Ball khi bọn họ vừa diễn xuất xong.

## Bảng phân vai các diễn viên

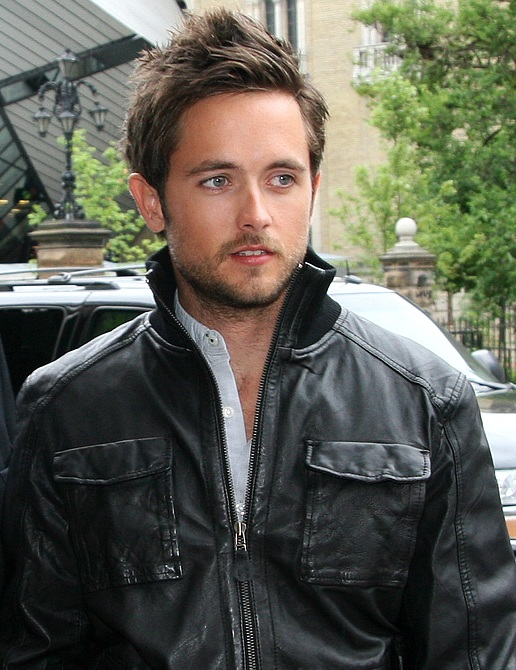
"Khỉ con Goku" Justin Chatwin tại Liên hoan phim Toronto 2008

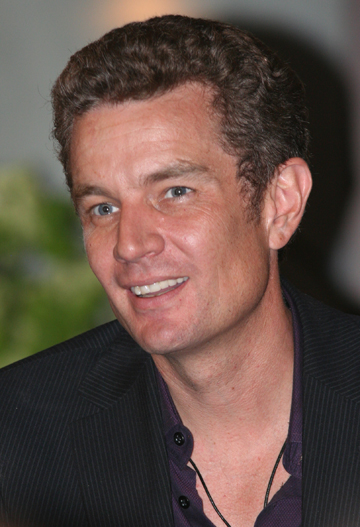
"Ma vương Picolo" James Marsters

- Justin Chatwin vai Sôn Gôku.

- James Marsters vai Piccolo.
- Emmy Rossum vai Bulma.

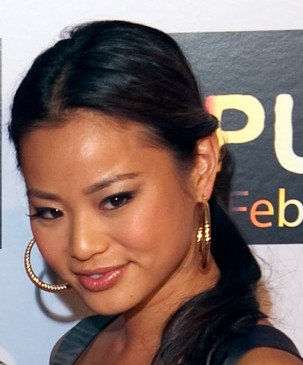
"Bà chằn Chi Chi" Jamie Chung

- Jamie Chung vai Chi-Chi.
- Chu Nhuận Phát vai Quy lão Kamê.
- Eriko Tamura vai Mai.

## Album Music CD Rule của Hamasaki Ayumi cho Dragonball Evolution
Theo như được biết về tiểu sử của Hamasaki Ayumi thì cô được biết đến như một nữ hoàng nhạc Pop Nhật Bản và được xem như là một biểu tượng của nền công nghiệp nhạc trẻ châu Á về tài năng, sự thành công lẫn nghị lực phi thường. Cô sinh ngày 2 tháng 10 năm 1978. Từ khi còn là 1 đứa trẻ Ayu thường nghe nhạc rock (Led Zeppelin, Deep Purple), bị ảnh hưởng bởi 1 người họ hàng. Bây giờ thì Ayu thích nghe nhạc soul như là Babyface và En Vogue.
Trong năm 1998 cô bắt đầu có một đĩa đơn Album đầu tay mang tên Poker Face, Ayumi lúc này đã nhanh chóng chiếm được cảm tình của khán giả châu Á. Tính tới nay, số ấn phẩm đó đã được bán trên hơn 50 triệu đĩa hát.
Với Album thứ 39 Startin'/Born to Be... Từ năm 2006, Hamasaki Ayumi đã trở thành nữ nghệ sĩ solo cùng số Album nhiều nhất khi đứng đầu bảng top bẳng xếp hạng âm nhạc Nhật Bản.
Đến năm 2008, Ayumi phát hành Album mới mang tên Mirrorcle World và tổ chức live show của mình vòng quanh châu Á. Với những gì mà Album Mirrorcle World đem lại đã giúp Ayumi lập thêm một kỷ lục mới khi có được vị trí quán quân bảng xếp hạng âm nhạc Nhật Bản trong 10 năm liền liên tiếp.
Trong ngày 9/12/2008, kênh truyền hình Japan Today đưa tin thì Hamasaki Ayumi sẽ thể hiện ca khúc chủ đề tên Rule trong bộ phim này bằng tiếng Nhật. Ca khúc này sẽ được phát hành rộng rãi tại 60 quốc gia trình chiếu phim Dragonball Evolution. Theo như được biết thêm đó là việc đĩa đơn Rule khi ra mắt sẽ có hình vẽ của Hamasaki Ayumi trong bộ đồ của Goku do chính tác giả Toriyama Akira vẽ và thể hiện.

## Đánh giá về phim
Khác xa so với những năm thập niên 1989 khi ấn phẩm phim Dragon Ball: The Magic Begins do Trung Quốc ra mắt giới mộ điệu, khi đó với một giàn diễn viên nhỏ tuổi cộng thêm sự nhiệt tình đã làm nên điều mà cả giới hâm mộ coi là suýt nữa thì thành công thời bấy giờ nếu như không có một cốt truyện chẳng ăn nhập gì với nội dung của nguyên bản gốc khi cho một nhân vật tên vua Horn vào chuyện nhằm làm bá chủ thế giới với bè lũ đạo quân người ngoài hành tinh. Với những tình tiết gây hài lẫn xào nấu truyện phim đã nhanh chóng đi vào một lối mòn của thể loại phim nhái tên thương hiệu không hơn không kém với mục đích duy nhất là giải trí. Nhìn chung sự cố gắng với thời điểm năm 1989 lúc đó đã là rất khá khi hãng phim Filmswell International Limited đã có chuyển thể sang, mặc dù vậy nó cũng không được đề cập đến vài năm sau đó bởi vì lý do đây không hẳn là một bộ phim đáng để nhớ lại với dân Nhật Bản bằng sự thất bại khi chuyển thể vì họ quá khó tính với thể loại cợt nhả vào thần tượng của họ.
Trước hết, điều đầu tiên phải thừa nhận rằng Dragon Ball không phải là bộ truyện tranh bình thường, vì thế không dễ dàng để chuyển thể nó lên màn ảnh rộng nhất là trong tình hình kinh tế năm 2008 và 2009 hiện nay. Có rất nhiều nguyên nhân như hệ thống nhân vật trong Dragon Ball khá lớn và đồ sộ vì ngoài nhân vật chính là Goku ra thì tác giả còn cho xoay quanh cùng hàng tá những nhân vật phụ có tốt lẫn xấu khiến cho nguyên tác này chở nên kéo dài và lôi cuốn người đọc hơn.
Hơn nữa Dragon Ball phiên bản truyện tranh còn kéo dài từ thời điểm Goku còn là một cậu bé cho tới khi đã là người đàn ông trưởng thành, đây là quá trình rất dài với hàng loạt các sự kiện và vô số những điểm mấu chốt quan trọng cũng như "chìa khóa" dẫn tới nhiều bí mật về thân thế các nhân vật khác. Nắm được điều này, phiên bản phim hoạt hình của Dragon Ball do hãng Toei Animation thực hiện đã bám rất sát và gần như hoàn toàn chuyển thể tất cả nội dung của truyện tranh lên phim hoạt hình. Bởi vậy, phim hoạt hình được các fan đón nhận rất nồng nhiệt.
Trở lại với dự án Dragonball Evolution, ngay từ khâu tuyển diễn viên, làn sóng phản đối từ các fan của Draonball đã nổ ra, họ không muốn nhìn thấy một Goku quá "tây" như Justin Chatwin, không muốn một hình tượng sư phụ Roshi quá "trẻ" như Châu Nhuận Phát bởi vì điều quá dễ hiểu là nhân vật Goku của họ phải mang dáng dấp của một người theo đúng như phong cách của chính họ tự nghĩ.
Ngay từ đầu, biên kịch kiêm đạo diễn Wong không muốn một Dragon Ball tuân thủ hoàn toàn theo nguyên tác, ông muốn tác phẩm của mình phải mới mẻ với nhiều điều được cải biên, đưa vào thật nhiều sự sáng tạo mới mà cả fan lẫn khán giả bình thường đều có thể đón nhận bộ phim.
Nhưng rất tiếc, Dragonball Evolution đã vấp phải sai lầm nghiêm trọng mà các tác phẩm chuyển thể từ truyện tranh khác gặp phải đó là đi quá xa nguyên tác (một bài học điển hình là sự thất bại của phim Catwoman từ năm 2005). Những tình tiết quan trọng như nguồn gốc thực sự của nhân vật Goku, của 7 viên ngọc rồng, mối quan hệ giữa các nhân vật, tính cách của họ đều bị cải biên hoặc không đề cập đến, điển hình như fan hâm mộ thấy vô lý và khó chấp nhận được khi cho nhân vật Goku là "tay sai trong quá khứ" của Piccolo hay việc đặt Goku vào bối cảnh của trường trung học ở Mĩ vì thế cho nên phim đã đẩy vào lối mòn của phiên bản phim thời Trung Quốc như đã đề cập ở trên.
Các nhân vật khác như Bulma, Yamcha, Chi-Chi hay sư phụ Roshi đều không thể hiện hết được cá tính của mình, dù rằng đạo diễn Wong rất cố gắng trong việc thay đổi tính cách các nhân vật, nhưng điều này gây tác dụng ngược lại và biến họ thành những nhân vật gần như không cá tính riêng, rất mờ nhạt như Yamcha hay Bulma. Chu Nhuận Phát bị nhận xét là "diễn thái quá" với nhân vật Roshi, dù đã quá quen với các vai phản diện nhưng James Marsters lại bị chê là khô cứng và thiếu "chất ác" khi vào vai Đại ác ma Piccolo.
Đối với người hâm mộ, Dragonball Evolution đã không làm họ hài lòng, nhưng với khán giả bình thường, một cốt truyện chắp vá, nóng vội và tải lược quá nhiều chi tiết dẫn đến sơ sài, thiếu mấu chốt chắc chắn cũng không gây được ấn tượng tốt, họ mong chờ những màn đụng độ hoành tráng hơn, nhiều võ thuật hơn là những "luồng chưởng" trông giống phim hoạt hình ở cuộc đối đầu giữa nhóm Goku và Piccolo ở cuối phim.
Tuy nhiên, một tác phẩm đầu tư hàng triệu USD của 20th Century Fox cũng không phải toàn những mặt xấu. Điểm đáng chú ý đầu tiên của phim đó là hệ thống hiệu ứng của phim được kế thừa từ những bom tấn như The Matrix hay 300, các cảnh cháy nổ cũng như khi các nhân vật triển khai "đòn nội công", rồng thần xuất hiện, Goku hóa thân thành khỉ đột cùng hàng tá những ký xảo tuyệt đỉnh từ công nghệ 3D trông rất bắt mắt và mang lại hiệu quả cao khiến một số người hy vọng hơn cho phần tiếp theo khi nó được chuyển thể tiếp những phải theo đúng nguyên tác gốc.
Đối lập với đa số ý kiến chê bai, ngay chính tác giả Akira cũng phát biểu rằng " Đạo diễn Wong cùng ê kíp đã làm một bộ phim tồi", ông khuyên các fan của truyện tranh "nên đón nhận bộ phim như 1 vũ trụ khác…"
Đánh vào thị hiếu công chúng, 20th Century Fox công chiếu Dragonball Evolution ngay lại quê hương của bộ truyện - Nhật Bản đầu tiên, bất chấp những nhận xét thiếu tích cực từ phía khán giả nơi đây, 1 tháng sau bộ phim mới được ra mắt tại Mỹ vào dịp Lễ tạ ơn, cho đến nay phim thu về hơn 42 triệu USD tại thị trường châu Á.
Phim Dragonball phiên bản của châu Âu sẽ và đang được phát triển trong vòng nhiều năm tới sau khi đã có trong tay bản ký kết hợp đồng từ tác giả gốc, nhiều năm trước Hollywood vốn không phải là những nhóm làm phim thích làm thì làm và thích bỏ thì bỏ. Sau khi đã có trong tay tên thương hiệu, việc sang tay thương hiệu điện ảnh Dragonball sang người khác sẽ diễn ra trong tầm 60 năm kẻ từ lúc ấn phẩm đầu tiên ra đời. Từ đây cho đến lúc đó, kẻ cả tác giả gốc có mất đi, các tác quyền của ông sẽ được bảo hộ mãi mãi bởi người đầu tiên đã ký kết tác quyền.
Theo đánh giá nhận định chung về tương lai sau này của thương hiệu điện ảnh của Dragonball mới của châu Âu, có lẽ phải mất cả một thời gian dài khi thế hệ hậu bối đi sau mới hiểu được những người đi trước làm những gì. Một ấn phẩm mặc dù tuy đã bị coi là đồ bỏ thì không bao giờ hãng làm phim 20th Century Fox giữ lại làm gì nếu như cuộc chơi tìm ngọc rồng trên phim chưa kết thúc trong vòng 10 đến 20 năm tới khi quan niệm của những hậu bối lớp thanh niên đã trưởng thành quan niệm người lớn sau này chứ không phải theo quan niệm trẻ con.

## Tiểu thuyết ấn phẩm phim của Toriyama Akira
Xuất hiện trước khi phim ra sau khi Twentieth Century Fox đã được nhượng quyền đầy đủ nguyên bản tiếng Nhật của tác giả gốc Akira Toriyama khi ông đã viết lên ba bộ tiểu thuyết dành cho mọi lứa tuổi tuỳ theo hình thức của bộ sách được phát hành. Có thể nói đây là một trong ba bộ sách nhằm thu gọn lại về những điều bí mật trong phiên bản phim của Dragonball Evolution khi mà tác giả gốc đã viết lên một kịch bản thống nhất sao cho phù hợp với nguyên mẫu hiện tại bây giờ theo một cách kể lại về huyền thoại Dragonball.
Dragonball Evolution-Junior Novel
- (Dành cho độ tuổi từ 8-12)
- Giá mua: $5.99
- Độ dày: 152 trang
- Mã số xuất hàng:	1-4215-2664-6
- Ngày bán: 24/2/2009

Cuốn sách này là một tập hợp những nhân vật sẽ xuất hiện trong bộ phim thông qua những chi tiết được ghi lại cụ thể. Đi kèm theo đó là hình ảnh mẫu phác thảo phát triển những nhân vật đó theo chiều hướng từ truyện tranh và ngoài đời thật sẽ như thế nào sau khi chuyển thể. Junior Novel còn là một bộ tiểu thuyết ngắn với những hình Album đẹp chụp từ bộ phim ra, và còn nhiều tình tiết khác nữa.
-Nội dung cuốn sách:
Goku đã từng nghĩ rằng cậu ta chỉ là một cậu học sinh trường trung học bình thường cho đến khi cậu ta phát hiện được sự thật về những năng lực mà anh ta có được không phải bắt nguồn từ nơi anh đã lớn lên. Khi ông nội của cậu nói cho cậu biết về một vận mệnh chiên binh như cậu sẽ có lúc phải đối mặt với một nhiệm vụ cao cả là tìm kiếm và bảo vệ những viên ngọc rồng nắm chứa những bí mật khó nói khi nó rơi vào tay những kẻ xấu xa. Tuy nhiên khi cậu có những viên ngọc rồng trong tay! Goku phải tìm mọi cách để đánh bại kẻ thù của ông cậu từ nhiều năm trước là Piccolo trong lần gặp đầu tiên của việc bảo Trái Đất khỏi hiểm hoạ khôn cùng!
Dragonball Evolution-Sticker Book
- (Dành cho độ tuổi từ 3 trở lên)
- Giá mua: $6.99
- Độ dày: 16 trang
- Mã số xuất hàng:	1-4215-2720-0
- Ngày bán: 24/3/2009

-Nội dung cuốn sách:
Goku và bạn bè của cậu ta phải bắt đầu cuộc phiêu lưu của mình trên khắp thế giới trong công việc đánh bại ma vương Piccolo. Bạn có thể học cách sử dụng các nguồn năng lực được tập hợp và chỉ dẫn trong cuốn sách này để tìm hiểu rõ hơn về những nhiệm vụ có thể giúp nhóm của Goku có được sức mạnh lớn lao. Từ đây bạn có thể khám phá nhiều hơn về thế giới của nhóm họ đang sống gần gũi với thế giới của các bạn đang sống như thế nào!
Dragonball Evolution-Chapter Books
- (Dành cho độ tuổi từ 7-10)
- Giá mua: $20,97 (3 Volume, mỗi 1 Volume được bán với giá 4,99)
- Độ dày: 64 trang (Tính tổng mỗi cuốn trong một hộp bán)
- Mã số xuất hàng:	1-4215-2663-8 / 1-4215-2662-X / 1-4215-2663-8
- Ngày bán: 24/2/2009

Không giống như hai cuốn Junior Novel và Sticker Book bán trước đó, Chapter Books là một bộ sách được tập hợp giống như một ấn phẩm tiểu thuyết hình ảnh bằng màu được lấy từ trong bộ phim ra và thể hiện theo lối diễn giải bằng cách sắp xếp độc đáo giống như truyện tranh Comic. Với ba tập Volume đặc biệt được thiết kế tinh xảo nằm trong một hộp bìa lớn. Đây là một ấn phẩm đầy đủ nhất về thế giới Dragonball Evolution dành cho những ai yêu thích truyện tranh Dragonball dưới một phiên bản hoàn toàn mới bằng cách nhìn hiện tại.
-Ba cuốn gói gọn trong một tập bìa, bao gồm những Volume sau:
-Dragonball: Evolution The Discovery Chapter Book, Vol. 1
- Giá mua:' $4.99
- Độ dày: 64 trang
- Mã số xuất hàng:	1-4215-2661-1
- Ngày bán: 24/3/2009

Sách được biên soạn bởi hai dịch giả Stacia Deutsch và Rhody Cohon...
Nội dung cuốn sách:
Goku nghĩ đơn giản rằng cậu vốn chỉ là một bé bình thường cho đến khi vận mệnh đã đổ xuống cậu theo những gì số mệnh dã chọn. Đó là những điều mà ông nội của cậu nói cho cậu khi đang hấp hối. Nhưng điều gì đã khiến cho Goku dấn thân vào một câu chuyện điên khùng nhất khi chu du khắp thế giới đế tìm và tập hợp bảy viên ngọc rồng lại ? Ai có thể biết được rằng khi những viên ngọc rồng được tập hợp đầy đủ thì nó có thể biến những mơ ước mà chưa bao giờ nghĩ đến thành sự thật khi một chú rồng xuất hiện từ đó ra! Điều này đã khiến cho Goku trở thành một chiến binh manh mẽ nhất bằng một cuộc phiêu lưu kỳ bí.
-Dragonball: Evolution The Search Chapter Book, Vol. 2
- Giá mua: $4.99
- Độ dày: 64 trang
- Mã số xuất hàng:	1-4215-2662-X
- Ngày bán: 24/3/2009

Đang làm về những gì được thể hiện trong sách...
Nội dung cuốn sách:
Goku đã phát hiện ra rằng cậu thực ra không phải là một người bình thường trong cái lốt của một học sinh trung học. Trên thực tế thì cậu ta chẳng có một nét gì là một người bình thường cả. Cậu thật sự có bản năng võ học của một chiến binh lãnh trách nhiệm bảo vệ thế giới nơi mà cậu sống! Chính vì sự mạnh mẽ này của cậu cho nên trên đường đi tìm ngọc rồng cậu đã kết thân được những người bạn sẵn sàng vì lẽ phải chống lại chúa tể Piccolo gian ác đang tìm mọi cách sử dụng quyền lực của mình để thâu tóm cả vũ trụ!
-Dragonball: Evolution The Battle Chapter Book, Vol. 3
- Giá mua: $4.99
- Độ dày: 64 trang
- Mã số xuất hàng:	1-4215-2663-8
- Ngày bán:	 24/3/2009

Đang làm về những gì được thể hiện trong sách...
Nội dung cuốn sách:
Khi đã thu thập đủ tất cả bảy viên ngọc rồng và bắt đầu biến những gì thành hiện thực! Goku lúc này đã đạt đến đỉnh cao của chiến binh hoàn mỹ, đã đến lúc sử dụng sức mạnh của mình trong công việc nhằm bảo vệ thế giới. Nhưng như thế vẫn chưa đủ khi nguồn sức mạnh thực sự của những viên ngọc rồng có thể khiến thế giới bị chao đảo bởi cái ác! Giờ phút đó Goku và bạn bè của cậu ta phải bắt đầu cuộc chiến của mình với chúa tể Piccolo gian ác bằng tất cả thực lực mà họ đã có trong giờ phút khốn đốn này. Vận mệnh của vũ trụ lúc này đều nằm trong tay cậu!

## Ấn phẩm trò chơi điện tử ăn theo
Giống như những gì họ đã thường nói về công nghệ làm trò chơi ăn theo phim, Dragonball Evolution cũng có tên trong danh sách trò chơi điện tử giải trí dưới duy nhất một nền hệ máy chuyên dụng PlayStation Portable do hãng làm game Namco Bandai chuyển thể sang sau khi hãng 20th Century Fox bán lại thương hiệu tên và thương hiệu. Không giống bất kỳ một dạng game của Dragon Ball trên các hệ console bằng những hình vẽ hoạt hình thì Dragonball Evolution lại mang đậm những hình ảnh của những nhân vật lấy từ trong phim ra được chyển hóa theo dạng hình 3D. Và cần phải nói thêm, vì lý do hệ máy PSP hiện tại vẫn đang sở hữu công nghệ cấu hình của dòng đời hệ máy Play Station 1 cho nên hình ảnh của game chỉ đạt mức trung bình.
Còn về các mục cách chơi của game Dragonball Evolution trên hệ PlayStation Portable vẫn tiếp tục tập trung vào những chi tiết mang tính đối kháng của hơn 11 nhân vật thông qua chế độ kết nối Online đánh 2 người. Ngoài ra đối với chế độ Story của game, game tập trung vào phần nội dung kể về chuyến phiêu lưu chinh phạt của nhân vật Goku trên con đường tìm mọi cách đánh bại gã bạo chúa Piccolo.
Đây là dòng game Dragonball thứ 15 trong tổng số các game đã phát hành trước đó cũng dưới cái tên thương hiệu, ngoài ra hiện tại tính theo bình quân những gì mà thương hiệu Dragonball kiếm được đã lên đến con số 4 tỷ US.
Sau khi game và phim được ra mắt trong sự phản ứng tiêu cực chưa từng thấy ở giới mộ điệu, game Dragonball Evolution bị ảnh hưởng theo chiều tương tự khi doanh số bán game bị tụt hạng. Nhưng nhìn chung không phủ nhận hãng sản xuất Namco Bandai đã có thể xây dựng được một game mang phong cách đời thực theo đúng nghĩa của bộ phim và hoàn tất trách nhiệm của sản phẩm ăn theo.
Xem thêm từ IGN: http://psp.ign.com/objects/143/14306097.html

## Phát hành DVD và Blu-ray
- Hệ thống hàng phát hành của FOX tại Nhật Bản -
Trở thành siêu phẩm của dân Nhật Bản nơi khai sinh ra dòng truyện Dragonball, giới mộ điệu một lần nữa lại đón trờ vào ngày 24/7/2009, phiên bản bộ phim được phát hành trên DVD và Blu-ray theo giá dao động từ 4000 Yên cho bản DVD và 5000 Yên cho bản Blu-ray. Theo như dự kiến thì phiên bản DVD ra mắt sẽ chỉ có một đĩa đơn duy nhất trong khi phiên bản Blu-ray lại trội hơn khi ngoài đĩa phim gốc ra còn được tặng têm một đĩa phim về hậu trường kèm theo một đĩa game đặc biệt hỗ chợ trên Play Station 3. Phim được hỗ chợ trên hai hệ với độ phân dải màn hình 16:9 bằng nền LB chứ không có chế độ Wide như đã hứa khi xem trên màn hình LCD độ phân giải lớn
Thời gian phim:
- 86 phút (Chưa tính phiên bản hoàn chỉnh của phim gồm 100 phút)

Phần âm thanh:
- English DTS-HD Master Audio 5.1 ch
- Japanese (DTS 5.1 ch)
- Japanese (phần bình luận phim)

Phần mục thêm của phim trên đĩa:
- 8 cảnh phim đã bị xoá bỏ
- Sáng tạo nhân vật Goku như thế nào
- Ca khúc phim "Worked UP!" của Brian Anthony
- Gag Reel
- Hậu trường phim: Làm sao để có hai nhân vật Chi-Chi
- Justin Chatwin và bài phỏng vấn
- Game: Dragonball Quest (Chỉ có trên đĩa Blu-Ray)
- Bình luận phim với Satoshi Inoue

## Doanh thu và sự thành công
Thu được về hơn 57.743.263 triệu theo ghi nhận của Box Office Mojo và IMDb sau hơn một tháng công chiếu tại thị trường Bắc Mỹ và châu Á là một thành công kinh điển nhất của Dragonball Evolution trong năm 2009 khó khăn về kinh tế, đạo diễn James Wong đã chứng minh cho câu nói của tác giả gốc về việc đây là một tác phẩm không tồi khi hơn một nửa số fan hâm mộ nó đã chịu chấp nhận phim theo một hướng nhìn khác. Tuy nhiên việc thành công của phim thực sự chỉ được ghi nhận ở mức kết quả doanh thu để được có phần tiếp theo trong hoàn cảnh khó khăn trong tương lai tới khi chưa dám chắc tạo ra được ấn phẩm Dragonball hay hơn nữa, với số tiền ngốn hơn 30 triệu cho kinh phí của phim đã cho thấy đây là một bộ phim được đầu tư rất kỹ lưỡng của hãng phim 20 Century Fox.

## Các danh hiệu và giải thưởng
- Spike TV đề cử Dragonball Evolution danh hiệu bộ phim truyển thể từ truyện tranh hay nhất năm 2009

## Phần kế tiếp
Sau khi phần Dragonball Evolution ra mắt tại Nhật vào ngày 13/3/2009, SciFiNow một tạp trí về phim ảnh đã làm việc khi phỏng vấn ngay Justin Chatwin (thủ vai Goku) về dự định tiếp theo khi phiến bản Dragonball Evolution ra mắt. Và tất nhiên thật bất ngờ rằng phiên bản tiếp theo của bộ phim này sẽ được thực hiện tiếp sau khi phía bên 20th Century Fox công nhận về việc hoàn thành kịch bản cho phần tiếp theo với mức chi phí cho phim tương đối hơn phần đầu tiên. Theo như được rõ thì việc thực hiện phiên bản phim thứ hai sẽ bám rất sát kịch bản gốc chứ không như phiên bản Evolution đã làm đó là phân đoạn thời kỳ của cốt truyện. Khi được hỏi rõ thêm về việc Justin Chatwin sang phần tiếp theo của Dragonball thì được biết rằng anh nói có thể được nếu như điều kiện cho phép trong năm tới đây. Hiện nhóm làm phim đã có một cuộc thảo luận rất sát sao với fan của Dragonball sau khi bộ phim được công chiếu với 50% thích phim /50% không thích, thì cả hai phe vẫn tiếp tục đấu đá cho đến khi nào phiên bản tiếp theo được ra mắt trong năm tới đây. Nhưng nhìn chung thì họ vẫn tin rằng phiên bản tiếp theo vẫn được phát triển tốt.